# Weichfell-Paramomaus
Die Weichfell-Paramomaus (Thomasomys laniger) ist ein Nagetier in der Gattung der Paramo-Mäuse, das in Kolumbien verbreitet ist. Die genetischen und morphologischen Differenzen zur Schneefuß-Paramomaus (Thomasomys niveipes) wurden 1997 in einer Studie bestätigt.

## Merkmale
Mit einer Kopf-Rumpf-Länge von 101 bis 119 mm, einer Schwanzlänge von 106 bis 127 mm und einem Gewicht von 25 bis 36 g ist die Art ein kleiner Gattungsvertreter. Sie hat 24 bis 26 mm lange Hinterfüße und 16 bis 19 mm lange Ohren. Wie der deutsche Name verdeutlicht, ist das lange und zottige Fell auf der Oberseite weich. Die Haare sind nahe der Wurzel grau und an den Spitzen olivbraun, was ein olivgraues Aussehen mit bräunlichen Tönen erzeugt. Aufgrund gelbbrauner Haarspitzen erscheint die Unterseite heller. Die langen Vibrissen reichen bis kurz hinter die Ohren, wenn sie zurückgebogen werden. Hinter den recht großen und nackten Ohren kann sich je ein hellerer Fleck befinden. Manchmal ist am dunklen und leicht behaarten Schwanz eine weiße Spitze vorhanden. Die Weichfell-Paramomaus hat eine dunkelbraune Oberseite an den Hinterfüßen. Der diploide Chromosomensatz besteht aus 40 Chromosomen (2n=40).

## Verbreitung und Lebensweise
Dieses Nagetier lebt in der Zentralkordillere und der Ostkordillere in Kolumbien zwischen 2600 und 3600 Meter Höhe. Es hält sich in kühlen Wäldern, Strauchflächen und in der Hochlandsteppe Páramo auf.
Die Exemplare leben auf dem Boden und fressen Pflanzensamen, Früchte und Insekten, die vor allem in der Regenzeit zwischen Juni und August den Hauptteil der Nahrung ausmachen. Die Nachkommen werden nach etwa 26 Tagen Trächtigkeit geboren. Nach ungefähr 3,5 Monaten sind sie geschlechtsreif. In der Regenzeit nimmt die Population stark zu, so dass durchschnittlich 8 Individuen auf einem Hektar leben.

## Gefährdung
Regional können sich Landschaftsveränderungen negativ auswirken. In geeigneten Habitaten tritt die Weichfell-Paramomaus häufig auf. Die IUCN listet sie als nicht gefährdet (least concern).